# Heike Tischler
Heike Tischler, po mężu Weißenberg (ur. 4 lutego 1964 w Saalfeld/Saale) – niemiecka lekkoatletka, wieloboistka, medalistka mistrzostw Europy.

## Osiągnięcia sportowe
Do czasu zjednoczenia Niemiec startowała w barwach Niemieckiej Republiki Demokratycznej. Zajęła 3. miejsce w siedmioboju na zawodach „Przyjaźń-84” rozgrywanych w Pradze dla lekkoatletek z państw bojkotujących igrzyska olimpijskie w 1984 w Los Angeles.
Zdobyła srebrny w siedmioboju na mistrzostwach Europy w 1990 w Splicie, przegrywając jedynie z Sabine Braun z Republiki Federalnej Niemiec, a wyprzedzając  swą koleżankę z reprezentacji NRD Peggy Beer.
Po zjednoczeniu Niemiec wystąpiła w siedmioboju na mistrzostwach świata w 1991 w Tokio, ale go nie ukończyła.
Była mistrzynią NRD w siedmioboju w 1988 i 1990 oraz brązową medalistką w tej konkurencji w 1987 W hali była wicemistrzynią NRD w pięcioboju w 1988 i w skoku w dal w 1990.

## Rekordy życiowe
Rekordy życiowe Tischler:
- siedmiobój – 6572 pkt (30 i 31 sierpnia 1990, Split)[8]
- pięciobój (hala) – 4735 pkt (26 lutego 1988, Senftenberg)[9]